# Mezno
Mezno – gmina w Czechach, w powiecie Benešov, w kraju środkowoczeskim. Według danych Czeskiego Urzędu Statystycznego z dnia 1 stycznia 2023 liczyła 378 mieszkańców.
W mieście jest przystanek kolejowy Mezno.